# 游戏物管理委员会
游戏物管理委员会（韩语：／?）是大韩民国根据《游戏业促进法》于2013年12月成立的电子游戏分级组织。

## 介绍
该机构的前身映像物等级委员会曾把一款有赌博性质的游戏《Sea Story》划为全年龄段，因而遭到媒体批评，时任韩国总理韩明淑为此向国民道歉。随后由游戏物管理委员会接管电子游戏分级事务。
2017年遊戲物管理委員會向韓國國會申請預算建設「遊戲等級綜合管理系統」（GMS），2023年監查院調查發現，委員會在該專案中存在腐敗問題，以虛報專案進度的方式，造成了6億韓元的損失，委員會的管理规划、游戏内容管理和自律支持三個主要部門負責人引咎辭職。
遊戲物管理委員會於2022年11月27日通過《分级分类规定部分修订草案》，預計年來實施，修訂內容包括遊戲發行登陸不同平台不再需要額外分級分類審查，根據韓國《行政程序法》修訂，拒絕和取消分級分類時，遊戲開發者申辯期限從7天延期到10天；同性戀描述不再歸類為煽情性项目中的「不正常的性关系描写」。

### 分级图标
游戏物管理委员会目前使用以下分级图标。这些图标须在下列场合显示：在街机和盒装制品版游戏的正面；在网络游戏运行中每小时显示不少于3秒；在手机游戏的启动画面显示不少于3秒。
| 图标 | 名称                                                       | 代表意义                                                               |
| ---- | ---------------------------------------------------------- | ---------------------------------------------------------------------- |
|      | 全年龄 (전체이용가)                                        | 各年龄段人群均可游玩。                                                 |
|      | 12岁以上 (12세 이상 이용가)                                | 满12岁人群方可游玩。                                                   |
|      | 15岁以上 (15세 이상 이용가)                                | 满15岁人群方可游玩。                                                   |
|      | 青少年不可遊玩 (청소년 이용불가)                           | 满19岁人群方可游玩。                                                   |
|      | 不可出售，发行或租赁/拒绝分级 （발매나 판매 및 유통 불가） | 因游戏内容逾越GRAC标准而被禁止在韩国发行，出售或租赁的游戏。           |
|      | 测试 (평가용)                                              | 用于测试版游戏、正接受稳定性和效能检查的游戏或等待正式评级结果的游戏。 |
|      | 18岁以上 (已于2024年废止並被「青少年不可遊玩」取代)        | 满18岁人群方可游玩。                                                   |

### 内容图标
游戏物管理委员会目前使用如下内容图标表示游戏内可能含有的敏感内容。
| 图标 | 代表意义                                                                     | 适用分级 |
| ---- | ---------------------------------------------------------------------------- | -------- |
|      | 性表现 - 明确的表现性行为 - 可能包括展示裸体                                 |          |
|      | 暴力 - 描述暴力性的场景或玩家对战 - 可能包含流血场景、断肢、受伤与死亡的内容 |          |
|      | 恐怖、威胁 - 含有令人恐惧的内容                                              |          |
|      | 粗俗语言 - 粗俗语言的使用 - 涉及关于性、有问题的社交消息、冒犯语言的内容     |          |
|      | 烟酒、毒品使用 - 指游戏中酒精、烟草的使用，以及毒品药品的不当使用            |          |
|      | 犯罪、反社会、反政府行为                                                     |          |
|      | 赌博内容                                                                     |          |

## 争议
《经济学人》发文质疑游戏物管理委员会是韩国网络审查的一部分，并可能使用行政手段阻止游戏在该国发行。该委员会也禁止了Facebook游戏在韩国上架。